# Ilich Ramírez Sánchez
Ilich Ramírez Sánchez (* 12. Oktober 1949 in Michelena, Táchira), bekannt als Carlos, der Schakal, ist ein venezolanischer Terrorist, der zwischen 1973 und 1994 in Westeuropa und verschiedenen arabischen Ländern zahlreiche Anschläge mit vielen Toten und Verletzten verübte. 1994 wurde er im Sudan verhaftet und ist seitdem in Frankreich inhaftiert, wo er 1997, 2011 und 2017 für verschiedene Verbrechen jeweils zu lebenslanger Haft verurteilt wurde.

## Leben

### Jugend
Ramírez Sánchez’ Vater war ein Marxist und wohlhabender Anwalt. Seinen drei Söhnen gab er in der Reihenfolge ihrer Geburt die Namen Ilich, Lenin und Vladimir in Anlehnung an den Vaters-, Kampf- bzw. Vornamen des sowjetischen Revolutionärs Wladimir Iljitsch Lenin. Ilich Ramírez besuchte eine Schule in der venezolanischen Hauptstadt Caracas und schloss sich 1959 der Jugendorganisation der Kommunistischen Partei Venezuelas an. Nach der Scheidung seiner Eltern zog er 1966 mit seiner Mutter und seinen Brüdern nach London, wo er das Stafford House Tutorial College in Kensington besuchte. Der Vater sorgte bei einem Besuch in London dafür, dass Ilich Ramírez und sein Bruder Lenin an die Patrice-Lumumba-Universität in Moskau gingen, wo Ramírez in Kontakt mit palästinensischen und anderen internationalen linksrevolutionären Gruppen kam. Ilich fand Gefallen an dem Kampf radikaler palästinensischer Gruppen gegen Israel. Aufgrund von Differenzen mit seinen sowjetischen Gastgebern – er hatte sich an einer nicht genehmigten Demonstration beteiligt – wurde ihm 1970 sein Stipendium entzogen, und er musste Moskau verlassen. Außer seiner Muttersprache Spanisch sprach er zu diesem Zeitpunkt neben Arabisch und Russisch auch Englisch und Französisch. Ilich reiste im Juli 1970 nach Beirut und versuchte, sich der marxistisch ausgerichteten Volksfront für die Befreiung Palästinas (PFLP) anzuschließen. Dazu meldete er sich einfach beim Rekrutierungsbüro an. Der 20-Jährige wollte „Revolutionär“ und „Freiheitskämpfer“ werden.
Als erstes besuchte Sánchez ein Trainingslager der PFLP im jordanischen Amman, die Guerillakämpfer für den Kampf gegen Israel ausbildete. Er erhielt den Kampfnamen Carlos (nach dem damaligen Präsidenten Venezuelas Carlos Andrés Pérez, der die Ölindustrie Venezuelas verstaatlicht hatte). Danach folgte ein Trainingslager im Libanon. Sánchez wurde insbesondere im Umgang mit Waffen und Sprengstoff geschult. Zum Ausbildungsplan gehörten u. a. Vorträge über die Psychologie bei Flugzeugentführungen und Geiselnahmen. Danach ging Sánchez nach London, wo er zuerst eine Stelle als Spanischlehrer fand. Ende 1972 wechselte Sánchez in die Stellung eines Berufsrevolutionärs bei der Europaabteilung der PFLP. Von nun an pendelte er zwischen Paris und London.

### Terroranschläge
Im Dezember 1973 verübte Carlos seinen ersten Terroranschlag für die PFLP, einen gescheiterten Mordanschlag auf Joseph Edward Sieff (1905–1982), einen britischen Unternehmer und prominenten Förderer Israels. Er übernahm auch die Verantwortung für einen gescheiterten Bombenanschlag auf die israelische Bank Hapoalim in London und einen Autobombenanschlag auf drei französische Zeitungen, denen man pro-israelische Berichterstattung vorwarf. Außerdem behauptete er, einen Anschlag auf ein Pariser Restaurant verübt zu haben, bei dem zwei Menschen starben und 30 verletzt wurden. Am 15. September 1974 warf er eine Handgranate in den Drugstore Publicis, eine Einkaufsgalerie am Pariser Boulevard Saint-Germain, was zwei Menschen tötete und über 30 verletzte. Am 13. und 17. Januar 1975 nahm er an zwei gescheiterten Panzerfaust-Anschlägen auf El-Al-Flugzeuge auf dem Pariser Flughafen Orly teil.
Am 27. Juni 1975 wurde der Chef der PFLP für Aktionen in Europa und Vorgesetzte von Sánchez, Michel Moukharbal, festgenommen und lange verhört. Die Polizisten setzten ihn erfolgreich unter Druck, so dass er bereit war, Sánchez zu verraten. Drei Polizisten konfrontierten Ramírez in einem Pariser Haus mit Moukharbal, der Ramírez identifizierte. Daraufhin zog Ramírez eine verborgene Pistole und  erschoss zwei der Polizisten und Moukharbal. Dann floh er und schaffte es, über Brüssel nach Beirut zu flüchten. Dort überzeugte Sánchez den PFLP-Führer Wadi Haddad davon, dass Moukharbal schon seit langem ein Verräter gewesen sei. Haddad glaubte ihm und betraute ihn mit weiteren Terroraktivitäten.
Von Beirut aus nahm Carlos an der Planung des Angriffs auf das OPEC-Hauptquartier in Wien teil. Am 21. Dezember 1975 führte er das sechsköpfige Team an, das die Attacke auf das Treffen der OPEC-Führer durchführte, drei Personen ermordete und 60 Geiseln nahm. Am folgenden Tag wurde den Terroristen ein Flugzeug zur Verfügung gestellt, in dem sie 42 Geiseln mit nach Algier nahmen. 30 der Entführten ließen sie dort frei. Anschließend flog die Douglas DC-9 nach Tripolis, wo weitere Geiseln freikamen, und kehrte wieder nach Algier zurück. Dort wurden auch die restlichen Geiseln freigelassen; den Terroristen wurde Asyl gewährt. Ramírez Sánchez verließ kurz darauf Algerien, ging nach Libyen und darauf in den Südjemen, wo er in Aden an einem Treffen führender PFLP-Mitglieder teilnahm. Dort musste er sich dafür rechtfertigen, dass er zwei der Geiseln, den saudi-arabischen und den iranischen Ölminister, nicht exekutiert hatte. Angeblich hatte er auch einen Teil des Lösegelds unterschlagen. Daraufhin wurde er von den Führern der PFLP, George Habasch und Wadi Haddad, aus der Organisation ausgestoßen.
Im September 1976 wurde Ramírez Sánchez kurzzeitig in Jugoslawien festgenommen und floh danach nach Bagdad. Dort beschloss er, eine eigene Gruppe, die Organisation des Révolutionnaires Internationalistes (ORI), in Aden aufzubauen, die aus syrischen, libanesischen und deutschen Terroristen bestand. Ramírez stellte außerdem Kontakte zum Ministerium für Staatssicherheit der DDR her, das seine Gruppe unter dem Decknamen Separat führte. Aufträge erhielt er auch vom rumänischen Geheimdienst Securitate, für den er rumänische Dissidenten in Frankreich ermorden und Büros von Radio Free Europe in München zerstören sollte. Ramírez bot seine Dienste verschiedenen Gruppen an und wurde dabei möglicherweise von der irakischen Regierung unterstützt.
Den ersten Anschlag verübte die ORI erst 1982: einen gescheiterten Angriff auf das im Bau befindliche französische Kernkraftwerk Superphénix. Nachdem zwei Mitglieder, darunter Carlos’ Frau Magdalena Kopp, im Februar 1982 in Paris verhaftet worden waren, verübte die Gruppe mehrere Bombenanschläge als Vergeltung bzw. um die Gefangenen freizupressen: im März 1982 auf einen TEE-Fernzug zwischen Paris und Toulouse, im August 1983 auf das französische Kulturzentrum Maison de France in Berlin und im Dezember desselben Jahres zwei Anschläge auf den Bahnhof Marseille-Saint-Charles und einen TGV-Hochgeschwindigkeitszug. Bei der Attentatsserie kamen elf Menschen ums Leben und knapp 150 Personen wurden verletzt. Infolgedessen stieg der Druck auf Staaten, die Ramírez Sánchez bis dahin toleriert hatten: 1985 wurde er aus Ungarn ausgewiesen, nachdem er einige Jahre in Budapest im 2. Bezirk gelebt hatte. Außer seinem Freund Johannes Weinrich, der als seine rechte Hand fungierte, waren noch einige weitere Deutsche dabei, unter anderem Dietmar C., der den Kontakt zu Gaddafi und George Habasch hielt, einigen der Hauptgeldgeber von Carlos. Auch der Irak, Libyen und Kuba verweigerten ihre Unterstützung. Erst in Damaskus konnte er sich mit Kopp und der gemeinsamen Tochter niederlassen.
Allerdings zwang ihn die syrische Regierung, seine Aktivitäten einzustellen. Seitdem wurde Ramírez Sánchez nicht mehr als große Bedrohung angesehen. Im September 1991 wurde er auch aus Syrien ausgewiesen und kam kurzzeitig in Jordanien unter. Danach zog er nach Khartum in den Sudan. Gemäß neuen Erkenntnissen war außerdem bereits vor der Ausweisung aus Syrien der Schweizer Bruno Breguet, ein führendes Mitglied der Carlos-Gruppe, zum US-amerikanischen Geheimdienst CIA übergelaufen.
In einem am 6. November 2011 in der Online-Ausgabe der venezolanischen Tageszeitung El Nacional veröffentlichten Interview behauptete Carlos, dass es bei ca. 100 von ihm verübten Anschlägen ca. 1.500 bis 2.000 Opfer gegeben habe.

### Verhaftung und Prozesse
Die französischen und US-amerikanischen Geheimdienste machten den sudanesischen Behörden mehrere Angebote für seine Auslieferung. Ausschlaggebend für seine letztendliche Verhaftung war möglicherweise Carlos’ playboyhaftes Leben, das einige islamische Fundamentalisten erzürnte. Am 14. August 1994 wurde er an französische Agenten übergeben, die ihn nach Paris überstellten. Er wurde wegen der von ihm in Paris 1975 begangenen Morde angeklagt und wartete im Gefängnis La Santé in Paris auf seinen Prozess. Dieser begann am 12. Dezember 1997. Am 23. Dezember wurde er schuldig gesprochen und zu lebenslanger Haft verurteilt.
Ramírez Sánchez wurde im Pariser Gefängnis La Santé in einer Isolationszelle untergebracht. Im Dezember 1998 protestierte er mit einem zwanzigtägigen Hungerstreik gegen die Isolationshaft, brach den Streik aber auf Bitten seiner Eltern und seines Weggefährten George Habasch ab.
Ab dem 18. Oktober 2011 trat Ramírez Sánchez erneut gegen seine Isolationshaft in Hungerstreik.
Am 6. November 2011 begann in Paris abermals ein Prozess gegen Ramírez Sánchez. Er war der Mittäterschaft bei vier Anschlägen aus den Jahren 1982 und 1983 angeklagt, bei denen elf Menschen starben und 150 verletzt wurden. Mit angeklagt waren außerdem Christa Fröhlich und Johannes Weinrich sowie der flüchtige Ali al-Issawi. Am 15. Dezember 2011 wurde er zum zweiten Mal zu einer lebenslangen Haftstrafe verurteilt. In einem Berufungsprozess von Mai bis Juni 2013 wurde die 2011 verhängte lebenslange Haftstrafe bestätigt.
Am 13. März 2017 begann in Paris der Prozess zu dem Handgranatenanschlag auf das Einkaufszentrum Drugstore Publicis vom 15. September 1974. Am 28. März 2017 wurde Ramírez Sánchez erneut zu lebenslanger Haft verurteilt. Das Gericht sah es als erwiesen an, dass Sánchez eine Handgranate in das Einkaufszentrum geworfen hatte, die zwei Menschen tötete und mehrere Dutzend verletzte.
Ein offener Brief an Präsident Putin 2018 mit Bitte um die russische Staatsbürgerschaft wurde nicht beantwortet.

### Haftzeit
In der Haft konvertierte Ramírez Sánchez zum Islam. Er trat in einen Briefwechsel mit dem venezolanischen Präsidenten Hugo Chávez ein und veröffentlichte im Juni 2003 das Buch Revolutionärer Islam, in dem er versucht, Terrorismus als ein Mittel des Freiheitskampfes zu erklären und zu verteidigen. Er äußerte auch seine Unterstützung für Osama bin Laden und die Terroranschläge am 11. September 2001.
Seit 2005 schreibt er unter seinem muslimischen Namen, Salim Muhammed, Artikel für die illegale Monatszeitschrift Aylık der türkischen militant-islamistischen Organisation İBDA-C.
In einer Individualbeschwerde wandte er sich vor dem Europäischen Gerichtshof für Menschenrechte gegen seine Haftbedingungen. Die Beschwerde wurde in erster und zweiter Instanz abgewiesen. „Angesichts der Persönlichkeit und außerordentlichen Gefährlichkeit“ des Häftlings könne die Maßnahme nicht als menschenunwürdige Behandlung eingestuft werden. Die endgültige Entscheidung erging mit 12 zu 5 Stimmen.
Er befand sich zeitweilig im Hochsicherheitsgefängnis des 1345 Einwohner zählenden Ortes Ville-sous-la-Ferté bei Troyes, das in den 1970er-Jahren auf dem Gelände des ehemaligen Klosters Clairvaux erbaut worden war, nachdem die schlechten Haftbedingungen in den einstigen Klosterbauten publik geworden waren.
Die Ehefrau von Sánchez, Magdalena Kopp mit dem Decknamen Lilly, hatte sich 1996 von ihm losgesagt. 2007 veröffentlichte sie ein Buch, in dem sie ihr Leben erzählte und von der gemeinsamen Zeit mit Ilich Ramírez Sánchez berichtete. Sánchez heiratete 2001 seine Anwältin, die Französin Isabelle Coutant-Peyre (* 5. Juli 1953; † 12. April 2024), die er nach islamischem Ritus, nicht aber zivilrechtlich ehelichte.

## Unterstützung durch Venezuela
Der venezolanische Staatspräsident Hugo Chávez setzte sich ab 1999 für eine Freilassung Ramírez’ ein. In einer Rede vor internationalen Gästen charakterisierte Chávez ihn 2009 als „einen der großartigen Kämpfer der Palästinensischen Befreiungsorganisation.“ Chávez’ Amtsnachfolger Nicolás Maduro, der sich u. a. 2011 als Außenminister zu einer weiteren Unterstützung des Venezolaners bekannt hatte, lehnte es zum öffentlich geäußerten Missfallen Ramírez’ 2013 jedoch ab, die Kosten für die Verteidigung im Berufungsverfahren in Paris zu übernehmen.

## Schakal
Vor allem im englischen Sprachraum wurde Ramírez Sánchez oft als Carlos the Jackal (Carlos, der Schakal) bezeichnet. Dieser von englischen Boulevardzeitungen eingeführte Spitzname geht auf Berichte zurück, bei der polizeilichen Durchsuchung eines Quartiers des Terroristen in London sei ein Exemplar des Kriminalromans The Day of the Jackal (Der Schakal) von Frederick Forsyth gefunden worden.

## „Carlos“ in Roman und Film
In Robert Ludlums fiktionalem Thriller Die Bourne Identität von 1980 – teilweise auch in den Fortsetzungen Das Bourne Imperium (1986) und Das Bourne Ultimatum (1990) – wird Carlos sehr frei als ein Terrorist beschrieben, der sich seinen Verfolgern einschließlich des Protagonisten Jason Bourne immer wieder entziehen kann und dessen Identität letztlich im Dunkeln bleibt; Ludlums Carlos ist einerseits kaltblütig, unterstützt aber andererseits – im Ausgleich für deren Gegenleistungen – alte, mittellose Männer (bzw. deren Angehörige) finanziell über ihren Tod hinaus, wodurch sein weitverzweigtes Helfernetzwerk ihm treu ergeben ist. Die TV-Verfilmung The Bourne Identity (Agent ohne Namen) von 1988 mit Yorgo Voyagis als Carlos folgt grob dem ersten Roman, wohingegen die späteren Verfilmungen der Trilogie (2002–2007, mit Matt Damon als Bourne) fast nichts mit den Romanen gemein haben und auch auf die zentrale Figur des Carlos gänzlich verzichten.
In dem deutschen Spielfilm Drei gegen Drei der Band Trio von 1985 werden drei südamerikanische Generäle von einem Terroristen namens Carlos getötet.
In Tom Clancys Techno-Thriller Operation Rainbow von 1998 versuchen Mitglieder der Action Directe, durch eine Geiselnahme in einem Freizeitpark die Freilassung Carlos‘ zu erzwingen. 
1997 wurde eine größtenteils fiktive Geschichte mit dem Titel The Assignment – Der Auftrag um den langjährigen Versuch verfilmt, Carlos zu fassen. Carlos wird von Aidan Quinn gespielt. In weiteren Hauptrollen sind Donald Sutherland und Ben Kingsley als CIA- bzw. Mossad-Agenten zu sehen.
2009 wurde unter der Regie von Olivier Assayas das Leben von Carlos (gespielt von dem Venezolaner Édgar Ramírez) aufwendig verfilmt als Carlos, le prix du chacal bzw. in Deutschland unter dem Titel Carlos – Der Schakal. Der Film hält sich nur bedingt an die historischen Fakten. Er lief auf den Internationalen Filmfestspielen von Cannes 2010, kam am 5. November 2010 in einer fünfstündigen und einer auf drei Stunden gekürzten Fassung ins Kino und wurde im Januar 2011 in Beverly Hills mit einem Golden Globe in der Kategorie Beste Mini-Serie oder Fernsehfilm ausgezeichnet. Beide Fassungen erschienen im Mai 2011 auf DVD. Die Langfassung wurde am 20. und 21. Oktober 2011 in drei Teilen auf arte ausgestrahlt.
In der 2015 erstausgestrahlten Fernsehserie Deutschland 83 (Staffel 1) hat der Protagonist kurzen Kontakt mit Ramírez Sánchez im Umfeld des Berliner Anschlags.